# Oreste Benzi

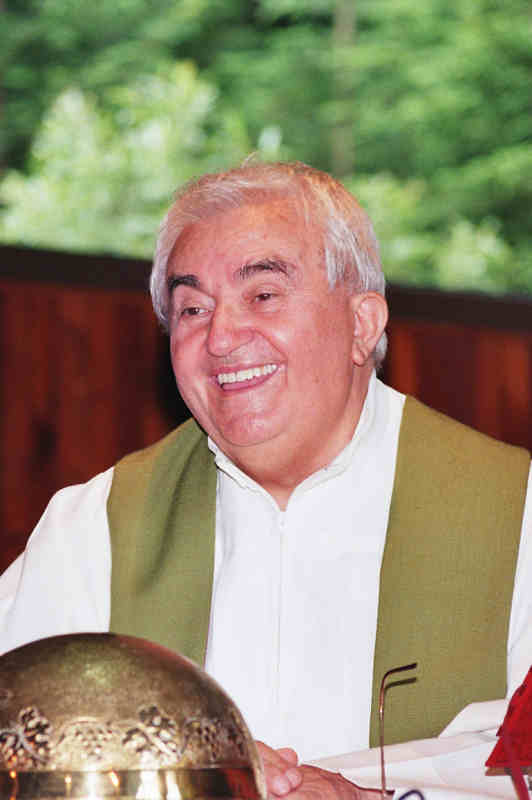
Oreste Benzi (2007)

Oreste Benzi (* 7. September 1925 in San Clemente, Provinz Rimini; † 2. November 2007 in Rimini) war ein italienischer römisch-katholischer Geistlicher. Er wurde als „Antiprostitutions-Priester“ bekannt und war der Gründer der Vereinigung "Gemeinschaft Papst Johannes XXIII.".

## Leben
Oreste Benzi wurde als siebtes von neun Kindern in einen Arbeiterhaushalt in San Clemente in der Nähe von Rimini geboren. 1937 trat er als Zwölfjähriger in das Seminar in Rimini ein. Die Priesterweihe empfing er am 29. Juni 1949. Er war zunächst als Kaplan in der Pfarrgemeinde San Nicolò a Rimini tätig, ab 1950 war er Lehrer im Priesterseminar in Rimini und Beauftragter für die Jugendarbeit in Rimini, 1953 wurde er Spiritual des Seminars und Lehrer an der Schule S. Giovanni Bosco in Rimini.
Benzi gründete 1968 die "Gemeinschaft Comunità Papa Giovanni XXIII.", benannt nach Papst Johannes XXIII. Diese Gemeinschaft kümmerte sich insbesondere um Prostituierte, Drogenabhängige und gefährdete Jugendliche. Anfangs war die Gemeinschaft nur in Italien aktiv, wo sie heute Sozialhäuser sowie Wohngemeinschaften für ehemalige Drogenabhängige betreibt. Mittlerweile ist sie aber in über 20 Ländern auf allen Kontinenten präsent, vor allem in Kenia, Tansania, Sambia, Brasilien, Bangladesch, Russland, China und Indien, und betreut 200 „Häuser der Familie“, 32 therapeutische Gemeinschaften, sechs Häuser des Gebets, sieben Häuser der Bruderschaft und 15 soziale Kooperativen. Das von ihm initiierte „Projekt Rainbow“ betreute Hilfsprogramme für Aidswaisen in Sambia, Kenia und Tansania.
In seinen letzten Lebensjahren setzte Benzi sich insbesondere für durch Prostitution ausgenutzte Frauen und Mädchen aus Osteuropa und Afrika ein. Auf seine Initiative hin fand 2005 eine erste Vatikankonferenz über Seelsorge für Straßenprostituierte statt. Bekannt war er auch für seine Arbeit mit Roma und Sinti.